# Ван (вилает)
Вижте пояснителната страница за други значения на Ван.
Ван (на турски: Van, на кюрдски Wan, Уан, на Арменски: Վան) е вилает в Източна Турция граничещ на изток с Иран. Административен център на вилаета е едноименния град Ван. Вилает Ван е с население от 1 012 707 жители (приб. оценка 2006 г.) и обща площ от 19 069 кв.км. Разделен е на 12 общини.

## Население
Численост на населението според преброяванията през годините:
| Година | Численост |
| 1990   | 637 433   |
| 2000   | 877 524   |
| 2011   | 1 059 734 |